# Parvaneh (filme)
Parvaneh é um filme em curta-metragem suíço de 2012 dirigido e escrito por Talkhon Hamzavi. A obra foi indicada ao Oscar de melhor curta-metragem em live action na edição de 2015.

## Elenco
- Brigitte Beyeler
- Cheryl Graf
- Nissa Kashani - Parvaneh
- Jana Pensa

## Prêmios e indicações
- Indicado: Oscar de melhor curta-metragem em live action (2015)